# Contea di Baxoi
Baxoi (八宿县S; Bāsù XiànP) è una contea cinese della prefettura di Qamdo nella Regione Autonoma del Tibet. Il capoluogo è la città di Baima. Nel 1999 la contea contava 35 273 abitanti. La contea si trova sul corso superiore del Salween.

## Geografia antropica

### Centri abitati
- Baima 白玛镇
- Rewu 然乌镇
- Bangda 帮达镇
- Tongka 同卡镇
- Linka 林卡乡
- Xiali 夏里乡
- Yongba 拥巴乡
- Wa 瓦乡
- Jida 吉达乡
- Kawabaiqing 卡瓦白庆乡
- Jizhomg 吉中乡
- Yiqing 益庆乡
- Lagen 拉根乡
- Guoqing 郭庆乡